# Campeonato Europeu de Hóquei em Patins Feminino de 2011
O Campeonato Europeu Feminino de Hóquei em Patins de 2011 foi a 11ª edição do Campeonato Europeu de hóquei em patins feminino, que se realiza a cada dois anos. Foi realizado pela 2ª vez na Alemanha, no município de Cronenberg, entre os dias 25 e 29 de Outubro de 2011. 
Dado o facto de apenas se terem inscrito 5 Selecções Nacionais, o Campeonato Europeu foi disputado numa poule única num formato de todos contra todos, sagrando-se campeã, a Selecção com mais pontos.

## Classificação Final
| Pos | País     | P  | J | V | E | D | GM | GS | DG  |
| --- | -------- | -- | - | - | - | - | -- | -- | --- |
| 1   | Espanha  | 12 | 4 | 4 | 0 | 0 | 21 | 5  | +17 |
| 2   | Portugal | 7  | 4 | 2 | 1 | 1 | 16 | 10 | +6  |
| 3   | Alemanha | 7  | 4 | 2 | 1 | 1 | 15 | 11 | +4  |
| 4   | França   | 3  | 4 | 1 | 0 | 3 | 15 | 13 | +2  |
| 5   | Suíça    | 0  | 4 | 0 | 0 | 4 | 5  | 34 | -29 |

## Jogos
25 de Outubro de 2011
| 25 de Outubro de 2011 | França         | 1–4 | Espanha                                                | Alfred-Henkels Halle |
| 16:45 (GMT)           | Emilie Couderc |     | Natasha Lee (1) Anna Casarramona (2) Berta Tarrida (1) |                      |

| 25 de Outubro de 2011 | Alemanha                              | 7-3 | Suíça                                     | Alfred-Henkels Halle |
| 18:45 (GMT)           | Maren Wichardt (5) Beata Geismann (2) |     | Christine Schneider (2) Cátia Almeida (1) |                      |

26 de Outubro de 2011
| 26 de Outubro de 2011 | Suiça            | 1-7 | Portugal                                                                        | Alfred-Henkels Halle |
| 17:00 (GMT)           | Daniela Senn (1) |     | Vânia Ribeiro (2) Inês Vieira (2) Rita "Bombardeiro" Dias (2) Marlene Sousa (1) |                      |

| 26 de Outubro de 2011 | Espanha                                        | 3–0 | Alemanha | Alfred-Henkels Halle |
| 18:30 (GMT)           | Natasha Lee (1) Yolanda Font (1) Maria Diez (1 |     |          |                      |

27 de Outubro de 2011
| 27 de Outubro de 2011 | Suiça | 0–10 | França                                                                                            | Alfred-Henkels Halle |
| 17:00 (GMT)           |       |      | Vanessa Daribo (2) Sandra Drouhet (1) Adeline Le Borgne (1) Emilie Couderc (1) Tatiana Malard (5) |                      |

| 27 de Outubro de 2011 | Portugal                            | 3–3 | Alemanha                           | Alfred-Henkels Halle |
| 18:30 (GMT)           | Vânia Ribeiro (2) Marlene Sousa (1) |     | Beata Geismann (2) Lea Reinert (1) |                      |

28 de Outubro de 2011
| 28 de Outubro de 2011 | Espanha                                                                | 10-1 | Suíça            | Alfred-Henkels Halle |
| 17:00 (GMT)           | Natasha Lee (5) Anna Casarramona (1) Marta Soler (2) Berta Tarrida (2) |      | Daniela Senn (1) |                      |

| 28 de Outubro de 2011 | Portugal                                           | 4-2 | França             | Alfred-Henkels Halle |
| 18:30 (GMT)           | Marlene Sousa (2) Rita Paulo (1) Vânia Ribeiro (1) |     | Vanessa Daribo (2) |                      |

29 de Outubro de 2011
| 29 de Outubro de 2011 | França                | 2–5 | Alemanha                                                                 | Alfred-Henkels Halle |
| 17:00 (GMT)           | Adeline Le Borgne (2) |     | Maren Wichardt (1) Laura LaRocca (1) Beata Geismann (2) Lea Reinaert (1) |                      |

| 29 de Outubro de 2011 | Portugal          | 2–4 | Espanha                                               | Alfred-Henkels Halle |
| 15:30 (GMT)           | Marlene Sousa (2) |     | Natasha Lee Anna Casarramona Berta Tarrida Maria Diez |                      |